# Keddric Mays
Keddric D'Wayne Che' Jarmel Mays (Lufkin, 17 settembre 1984) è un ex cestista statunitense.

## Carriera
Ha giocato in Finlandia con l'Espoon Honka, in Cile con l'Universidad Católica, in Polonia con lo Znicz Jarosław, in Ucraina con ZNTU e Politekhnika-Halychyna, in Italia con Scafati e Orlandina, in Francia con Boulogne-sur-Mer, in Turchia con il Mersin Büyükşehir Belediyesi Spor Kulübü.
Per la stagione 2015-16 firma con la Pallacanestro Trapani.
Il 6 luglio 2018 si lega alla Benedetto XIV Cento , diventando il primo "americano" nella storia della società biancorossa. Rescinde consensualmente il contratto il 15 febbraio 2019 , a causa di problemi fisici.